# Josi Sziwchon
Josi Sziwchon (hebr. יוסי שבחון, ur. 22 marca 1982 w Petach Tikwie) – izraelski piłkarz grający na pozycji prawego pomocnika.

## Kariera klubowa
Karierę piłkarską Sziwchon rozpoczął w klubie Hapoel Petach Tikwa. W 2000 roku stał się członkiem pierwszego zespołu Hapoelu. W sezonie 2000/2001 zadebiutował w izraelskiej pierwszej lidze. W 2005 roku osiągnął swój pierwszy sukces z Hapoelem, gdy zdobył Toto Cup. Zawodnikiem Hapoelu był do zakończenia sezonu 2005/2006.
Latem 2006 roku Sziwchon przeszedł z Hapoelu do Maccabi Tel Awiw. W nowym zespole po raz pierwszy wystąpił 27 sierpnia 2006 w przegranym 1:2 domowym spotkaniu z Beitarem Jerozolima. W Maccabi był podstawowym zawodnikiem. Przez 4 sezony gry w tym klubie strzelił 41 bramek w 116 spotkaniach. W 2009 roku zdobył z Maccabi Toto Cup.
Kolejnym klubem w karierze Sziwchona został Hapoel Tel Awiw, mistrza Izraela z sezonu 2009/2010. W Hapoelu zadebiutował 21 sierpnia 2010 w przegranym 0:1 wyjazdowym meczu z Hapoelem Hajfa. Jesienią 2010 awansował z Hapoelem do fazy grupowej Ligi Mistrzów. Następnie grał w klubach Hapoel Beer Szewa i Maccabi Netanja. W 2013 przeszedł do klubu Hapoel Ironi Nir Ramat ha-Szaron.
| Sezon   | Klub                             | Kraj   | Rozgrywki   | Mecze | Bramki |
| ------- | -------------------------------- | ------ | ----------- | ----- | ------ |
| 2000/01 | Hapoel Petach Tikwa              | Izrael | Ligat ha’Al | 6     | 0      |
| 2001/02 | Hapoel Petach Tikwa              | Izrael | Ligat ha’Al | 17    | 1      |
| 2002/03 | Hapoel Petach Tikwa              | Izrael | Ligat ha’Al | 30    | 5      |
| 2003/04 | Hapoel Petach Tikwa              | Izrael | Ligat ha’Al | 25    | 3      |
| 2004/05 | Hapoel Petach Tikwa              | Izrael | Ligat ha’Al | 33    | 1      |
| 2005/06 | Hapoel Petach Tikwa              | Izrael | Ligat ha’Al | 33    | 11     |
| 2006/07 | Maccabi Tel Awiw                 | Izrael | Ligat ha’Al | 32    | 4      |
| 2007/08 | Maccabi Tel Awiw                 | Izrael | Ligat ha’Al | 25    | 9      |
| 2008/09 | Maccabi Tel Awiw                 | Izrael | Ligat ha’Al | 24    | 2      |
| 2009/10 | Maccabi Tel Awiw                 | Izrael | Ligat ha’Al | 33    | 9      |
| 2010/11 | Hapoel Tel Awiw                  | Izrael | Ligat ha’Al | 25    | 1      |
| 2011/12 | Hapoel Beer Szewa                | Izrael | Ligat ha’Al | 31    | 6      |
| 2012/13 | Maccabi Netanja                  | Izrael | Ligat ha’Al | 33    | 4      |
| 2013/14 | Hapoel Ironi Nir Ramat ha-Szaron | Izrael | Ligat ha’Al | 26    | 1      |
| 2014/15 | Hapoel Ironi Nir Ramat ha-Szaron | Izrael | Liga Leumit | 31    | 10     |
| 2015/16 | Hapoel Ironi Nir Ramat ha-Szaron | Izrael | Liga Leumit | 33    | 13     |
| 2016/17 | Hapoel Ironi Nir Ramat ha-Szaron | Izrael | Liga Leumit | 22    | 2      |
| 2017/18 | Maccabi Herclijja                | Izrael | Liga Leumit | 17    | 3      |

## Kariera reprezentacyjna
Sziwchon w swojej karierze występował w reprezentacji Izraela U-21. W dorosłej reprezentacji Izraela zadebiutował 17 sierpnia 2005 roku w przegranym 2:3 spotkaniu z Polską, rozegranym w ramach Turnieju im. Walerego Łobanowskiego.